# Ozodiceromya levigata
Ozodiceromya levigata är en tvåvingeart som först beskrevs av Friedrich Hermann Loew 1876.  Ozodiceromya levigata ingår i släktet Ozodiceromya och familjen stilettflugor.
Artens utbredningsområde är Kalifornien. Inga underarter finns listade i Catalogue of Life.